# Zungaro zungaro
Zungaro zungaro là một loài cá da trơn (bộ Siluriformes) Nam Mỹ của họ Pimelodidae.

## Phân họ
Theo vài nguồn, nó là loài duy nhất của chi đơn loài Zungaro. Tuy nhiên, vài nguồn khác liệt kê thêm một loài, Zungaro jahu. Z. zungaro gồm hai phân loài, Z. z. mangurus và Z. z. zungaro.

## Phân bố và môi trường sống
Chúng trưởng thành khi đạt cân nặng 10 kg (22 lb). Loài cá này nguồn gốc ở lưu vực sông Orinoco và Amazon; ở Amazon, chúng thường bơi ngược dòng, tại các nhánh sông chính có đáy bùn.

## Mô tả
Z. zungaro đạt chiều dài 140 cm (55 in), cá thể đạt 130 cm (51 in) và nặng 50 kg (110 lb) không hiếm. Loài này chủ yếu ăn cá, săn mồi về đêm. Việc chúng di cư để săn các loài Triportheus và Anodus đã được ghi nhận.